# Trois plans sur la comète

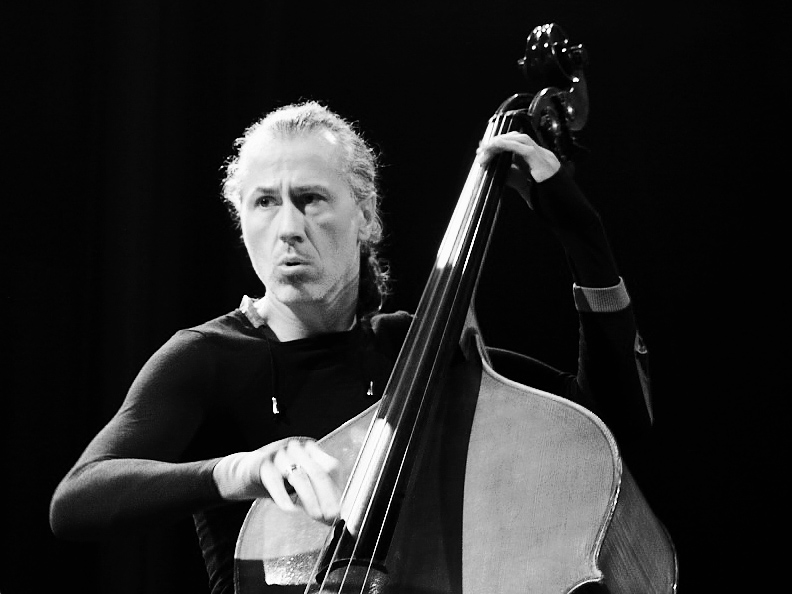
Bruno Chevillon, Moers Festival 2006

Trois plans sur la comète ist ein Jazzalbum des François Raulin Trios, das am 30. und 31. Oktober sowie am 1. November 2002 im Studio La Buissonne von Gérard de Haro in Pernes Les Fontaines aufgenommen wurde.

## Das Album
Nach zwei im Duo mit Stéphan Oliva eingespielten Alben, die sich mit der Musik von Lennie Tristano beschäftigten wie Sept variations sur Lennie Tristano, nahm François Raulin 2002 ein Album auf, das sich an die schlagzeuglose Trioformation anlehnte, mit der Jimmy Giuffre Anfang der 1960er Jahre mit Paul Bley und Steve Swallow arbeitete. Dieses Format wendete Raulin mit seinen musikalischen Partnern, dem Saxophonisten François Corneloup und dem Bassisten Bruno Chevillon für verschiedene musikalische Richtungen an, die dabei vermischt werden; Elemente der Kammermusik (L. S. Drive), Tanzmusik (Leopold Danse) mit Improvisationsmusik (Soho, Les Graines), Gesangsstücken und der Imaginäre Folklore (Légère Houle).
Diese Vermischung spiegelt sich für Philippe Carles auch in der unterschiedlichen Herkunft der drei Musiker wider. Bruno Chevillon arbeitete in verschiedenen Formationen von André Jaume und der Groupe de Recherche et L’improvisation in Marseille (GRIM), während Corneloup seine Laufbahn in der Kompagnie von Bernard Lubat begann. Raulin selbst kommt aus der Association à la Recherche d’un Folklore Imaginaire (ARFI) und arbeitete mit Louis Sclavis.
Schon von den Eröffnungsmomenten des Albums wird deutlich, dass es die Strategie dieses Trios ist, Elemente klassischer Musik, mit improvisatorischen, kammermusikalischen Jazz zu verbinden. Dabei lässt Raulin seinen Partnern Raum für Solos, so hat Corneloup ein knapp zweiminütiges Solo auf dem Baritonsaxophon (Chant); Chevillon spielt eine gestrichene Arco Einleitung in Calligraphes, bevor das Stück in einen lieblichen Tango mit im Vielspur-Verfahren aufgenommenen Sopransaxophon-Linien übergeht.
Soho beginnt in der freien Form, mit einem ächzenden Baritonsaxophonspiel von Francois Corneloup, bevor sich das Stück spiralförmig in einen vorwärtstreibenden Rhythmus bewegt, der an eine schnaufende Lokomotive erinnert. In seinem Solo spielt Raulin dann auf dem präparierten Klavier, das an die Klangexperimente von John Cage anknüpft. In Soho schaffen die Musiker „eine überwältigende Bildsprache, die sich Corneloups Serie von aufwallenden Unterströmungen verdankt, als er mit seinem Baritonsaxophon seine Mitspieler mit einem Schleier der Verunsicherung verfolgt“, so der Kritiker Glenn Astarita; Ressords sei „beherrscht von Comeloups kantigem Ansatz und seinem düsteren Ton, während Raulin dem Saxophonisten mit zerklüfteten Statements aus Akkord-Clustern antwortet“.
Die Stücke, von denen die meisten von Raulin komponiert wurden, verfügen über „eine strenge thematische Basis, aus der sich freie Improvisation entwickelt“. Weiteres Stilmerkmal bei mehreren Stücken sind die von Corneloup und Raulin scharf gespielten unisono Chorusse, wie im ersten Titel L. S. Drive.

## Bewertung des Albums

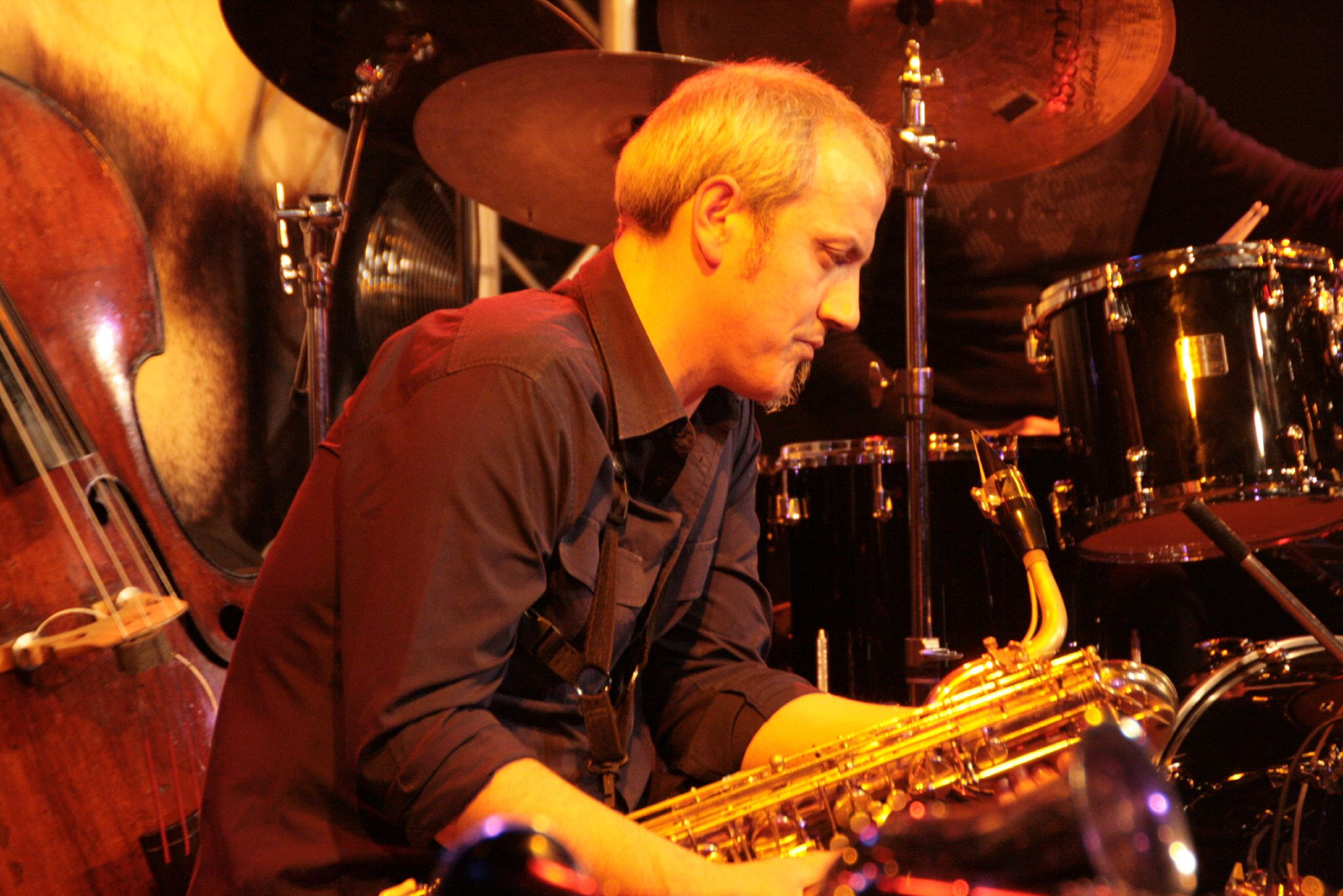
François Corneloup bei einem Konzert mit Henri Texier in Paris, März 2007

Der Kritiker Brian Olewnick zeichnete das Album in Allmusic mit vier von fünf Sternen aus. In seiner Besprechung hob er die Balance zwischen komponierten und frei improvisierten Passagen hervor: „Immer wenn man gerade glaubt, dass die Dinge zu preziös laufen, gibt er einen schneidenen Kommentar oder eine unerwartete Abstraktion ein, was die Musik zum einen zugänglich für mehr an den Mainstream gewöhnte Ohren macht, und andererseits scharf genug für den Anhänger experimenteller Avantgarde“.
Olewnick resümiert: „Eindrucksvoll durchdacht und großartig gespielt“ sei Trois plans sur la cométe „eine verborgene Kostbarkeit im hatOLOGY-Katalog und ein Werk, das nicht übersehen werden sollte, auch angesichts der bekannteren Künstler dieses Labels.“ Höhepunkt des Albums sei für ihn der Titel Song for Oime, dessen Vorspiel an Anthony Davis erinnere und schließlich in eine vom Bariton angeführte Klage taumle, die von herzergreifender Dringlichkeit sei.
Glenn Astarita schrieb in seiner Besprechung in All About Jazz, letztlich sei „ihr Schlüssel zum Erfolg die transparente Verwandlung der verschiedenen Genres zwischen Klassik, Kammerjazz und Improvisation. Die Musiker mischten romantische Vorstellungen mit ausgelassenem Zusammenspiel, indem sie erfolgreich ein Gleichgewicht zwischen klassischer Strenge und kontrolliertem Chaos schaffen. Und gleichgültig ob die Musik einem beschaulich oder ausgelassen erscheine, deckten die Musiker hier mit ihrer immens optimistischen Spielhaltung ein großes Terrain ab.“

## Die Titel
François Raulin Trio: Trois plans sur la comète (hatOLOGY 582)
1. L.S. Drive 5:27
2. Soho 6:14
3. Chant 1:53
4. Calligraphes (Corneloup) 6:20
5. Trois plans sur la comète (Raulin/Corneloup/Chevillon) 2:51
6. Ressords 4:11
7. Les graines 3:46
8. Leopold danse 5:57
9. Song for Olme 5:04
10. Zappels 3:05
11. En bateau dans la forêt (Raulin/Corneloup/Chevillon) 0:58
12. Hello Georges (Raulin, nach G. Ligeti) 3:55
13. Légère Houle 3:14

Nicht näher bezeichnete Kompositionen stammen von François Raulin.